# Czapla zmienna
Czapla zmienna (Egretta garzetta dimorpha) – podgatunek czapli nadobnej, ptaka z rodziny czaplowatych (Ardeidae). Takson o niepewnej pozycji taksonomicznej, przez niektórych systematyków podnoszony do rangi gatunku. Autorzy Handbook of the Birds of the World (HBW) oraz listy ptaków świata opracowywanej we współpracy BirdLife International z autorami HBW (5. wersja online: grudzień 2020) uznają ją za podgatunek czapli rafowej (E. gularis).
Występuje na Komorach, Madagaskarze, Majotcie, Seszelach oraz na wybrzeżach Afryki Wschodniej – od południowej Somalii przez Kenię i Tanzanię po północny Mozambik.